# عصا السيلفي
عصا السيلفي (بالإنجليزية: Selfie Stick)، أو يد السيلفي. وهي عصا صنعت خصيصا لالتقاط صور ذاتية والتي يتم استخامها بشكل كببير بين الناس لتصوير الصور السيلفي بطريقه مبتكرة والتي تساعد على ظهور مساحة أكبر خلف المصور وتم صناعتها باشكال وأنواع ومقاسات كثيرة منوعة.

## تاريخها
ترجع فكرة استخدام عصا السيلفي إلى العام 1980، للمهندس الياباني اويدا بابتكار عصا طويلة قابلة للتمدد وتثبت في اخرها كاميرا.